# Artūrs Šilovs
Artūrs Šilovs (* 22. März 2001 in Ventspils) ist ein lettischer Eishockeytorwart, der seit August 2019 bei den Vancouver Canucks in der National Hockey League (NHL) unter Vertrag steht und parallel bei deren Farmteam, den Abbotsford Canucks, in der American Hockey League (AHL) eingesetzt wird. Mit der lettischen Nationalmannschaft gewann er bei der Weltmeisterschaft 2023 mit der Bronzemedaille die erste Weltmeisterschaftsmedaille in der Geschichte des lettischen Eishockeys.

## Karriere
Artūrs Šilovs begann seine Karriere an der Hokeja skola Rīga, für deren Nachwuchsmannschaften und Herrenmannschaft er bis 2019 spielte. Parallel dazu kam er beim SK Riga und HK Riga zum Einsatz und gehörte in der Saison 2018/19 auch zum erweiterten Kader von Dinamo Riga. Beim NHL Entry Draft 2019 wurde er in der sechsten Runde von den Vancouver Canucks ausgewählt und wechselte für die Saison 2019/20 nach Nordamerika zu den Barrie Colts aus der Ontario Hockey League, die ihn beim CHL Import Draft 2019 in der ersten Runde als insgesamt elften Spieler gezogen hatten.

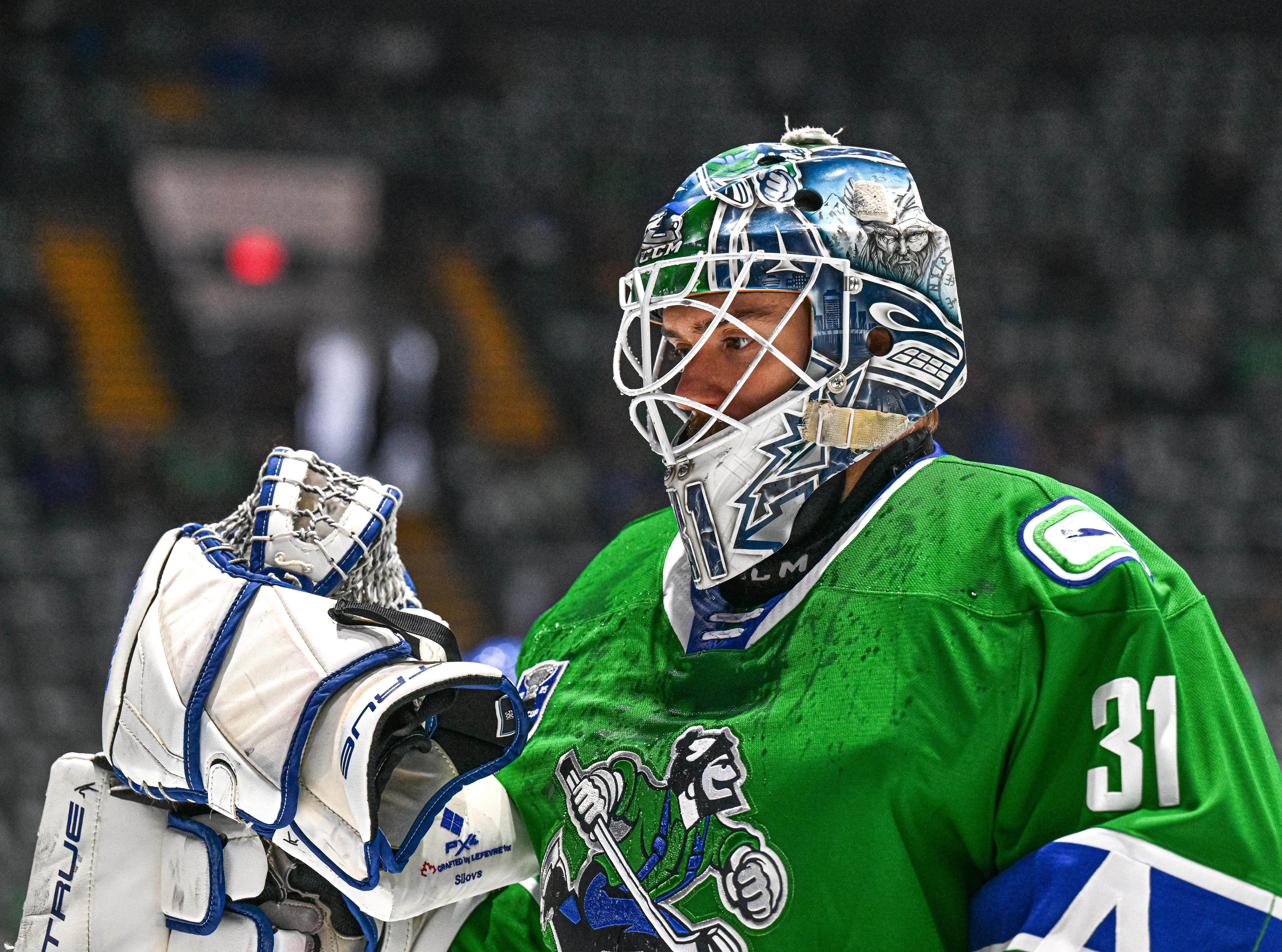
Artūrs Šilovs in Spiel 4 um den Calder Cup (Juni 2025)

Aufgrund der Verzögerung des Beginns der Saison 2020/21 in Nordamerika aufgrund der COVID-19-Pandemie startete Šilovs die Saison erneut bei der HS Rīga. Im Saisonverlauf konnte HS Riga aufgrund der Pandemie-Beschränkungen nicht weiter an der Meisterschaft teilnehmen, sodass Šilovs zum HK Mogo wechselte. Im Verlauf der Saison kehrte er nach Nordamerika zurück und wurde von den Canucks an die Manitoba Moose aus der American Hockey League ausgeliehen. Im April 2021 erhielt er seine erste Berufung in den NHL-Kader der Vancouver Canucks, wurde jedoch nicht eingesetzt. In der folgenden Saison gehörte er fest zum Kader der Abbotsford Canucks in der AHL, parallel absolvierte er weitere zehn Einsätze in der ECHL bei den Lions de Trois-Rivières. Am 16. Februar 2023 gab Šilovs bei einer 4:6-Niederlage gegen die New York Rangers sein NHL-Debüt für die Canucks. Er spielte in der Folge aber weiterhin hauptsächlich in Abbotsford. Im Frühjahr 2025 führte er die Mannschaft zum Gewinn des Calder Cups, während er selbst mit der Jack A. Butterfield Trophy ausgezeichnet wurde.

### International
Artūrs Šilovs durchlief die verschiedenen lettischen Nachwuchsauswahlmannschaften. Seine erste Weltmeisterschaft absolvierte er bei der U18-Weltmeisterschaft der Division IA 2018. Dabei schaffte er mit der U18-Auswahl den Aufstieg in die Top-Division. In dieser spielte er ein Jahr später mit der U18-Mannschaft und belegte den achten Platz.
Sein Debüt für die lettische Nationalmannschaft der Herren gab er in einem Testspiel gegen die deutsche U23-Auswahl am 6. November 2020. Im November 2021 wurde er erneut in den Kader berufen und nahm am Qualifikationsturnier für die Olympischen Winterspiele 2022 teil, blieb jedoch ohne Einsatz. Seinen ersten Einsatz bei einer Herren-Weltmeisterschaft hatte er bei der Weltmeisterschaft 2022, bei der er in insgesamt vier Spielen (2 Siege und 2 Niederlagen) eingesetzt wurde. Bei der Weltmeisterschaft 2023, die in Riga und Tampere stattfand, hütete er in allen Spielen das lettische Tor und spielte insgesamt 601 Minuten. Am Turnierende gewann er mit dem Nationalteam die Bronzemedaille, wurde ins All-Star-Team berufen und persönlich als bester Torhüter und wertvollster Spieler des gesamten Turniers ausgezeichnet.

## Erfolge und Auszeichnungen
- 2017 Lettischer U18-Meister mit dem SK Riga
- 2025 Calder-Cup-Gewinn mit den Abbotsford Canucks
- 2025 Jack A. Butterfield Trophy

### International
| - 2018 Aufstieg in die Top-Division bei der U18-Junioren-Weltmeisterschaft der Division IA - 2022 Höchste Fangquote (95,2 %) bei der Weltmeisterschaft - 2023 Bronzemedaille bei der Weltmeisterschaft | - 2023 Wertvollster Spieler der Weltmeisterschaft - 2023 Bester Torwart der Weltmeisterschaft - 2023 All-Star-Team der Weltmeisterschaft |

## Karrierestatistik
Stand: Ende der Saison 2024/25

### International
Vertrat Lettland bei:
| - U18-Junioren-Weltmeisterschaft der Division IA 2018 - U18-Junioren-Weltmeisterschaft 2019 - Qualifikationsturnier für die Olympischen Winterspiele 2022 | - Weltmeisterschaft 2022 - Weltmeisterschaft 2023 |

(Legende zur Torhüterstatistik: GP oder Sp = Spiele insgesamt; W oder S = Siege; L oder N = Niederlagen; T oder U oder OT = Unentschieden oder Overtime- bzw. Shootout-Niederlage; Min. = Minuten; SOG oder SaT = Schüsse aufs Tor; GA oder GT = Gegentore; SO = Shutouts; GAA oder GTS = Gegentorschnitt; Sv% oder SVS% = Fangquote; EN = Empty Net Goal; 1 Play-downs/Relegation; Kursiv: Statistik nicht vollständig)